# Jan Bém
Jan Bém   (Viena, 24 de novembre de 1917 - 29 de maig de 2005) fou un atleta txecoslovac, especialista sobretot en el salt de perxa, que va competir durant la dècada de 1940.
En el seu palmarès destaca una medalla de bronze en la prova del salt de perxa del Campionat d'Europa d'atletisme de 1946, rere Allan Lindberg i Nikolay Ozolin. Guanyà catorze campionats nacionals: cinc en salt de perxa (1942, 1943, 1944, 1945, 1946), quatre en salt de llargada (1940, 1941, 1942, 1945), dos en 4x100 metres relleus (1941, 1942), dos en decatló (1937, 1941) i un en pentatló (1941). Durant la seva carrera va millorar cinc vegades el rècord nacional del salt de perxa i un el del 4x100 metres.

## Millors marques
- Salt de perxa. 4,16 metres (1945)[4]